# Bristol Brigand
Bristol Typ 164 Brigand – brytyjski dwusilnikowy samolot bombowy produkowany przez wytwórnię Bristol Aeroplane Company w latach 1946 – 1949. Ostatni bombowiec napędzany silnikami tłokowymi w służbie Royal Air Force.

## Historia rozwoju konstrukcji
Bristol Brigand był ostatnim przedstawicielem linii konstrukcyjnej samolotów wywodzących się z bombowca Bristol Blenheim. Powstał jako następca torpedowej wersji samolotu Bristol Beaufighter dla Coastal Command. W projekcie Briganda wykorzystano usterzenie i konstrukcję skrzydeł z rozwijanego równolegle średniego bombowca Bristol Buckingham.
Pierwszy lot prototypu odbył się 4 grudnia 1944 roku. Samolot napędzany dwoma silnikami Bristol Centaurus VII o mocy 2400 KM osiągnął w czasie prób prędkość maksymalną 576 km/h na wysokości 4175 m. Wersję produkcyjną wyposażono w mocniejsze silniki Bristol Centaurus 57. Jednak zbliżający się koniec wojny oraz szybki rozwój nowych broni przeciwokrętowych (a także coraz doskonalszych środków obrony przeciwlotniczej okrętów) spowodował zmianę przeznaczenia nowo budowanych Brigandów. Zdecydowano o przeznaczeniu ich do służby jako lekkich bombowców operujących na Bliskim i Dalekim Wschodzie. Dlatego, po wykonaniu w 1946 roku 11 egzemplarzy wersji torpedowej wstrzymano produkcję, aby wprowadzić niezbędne zmiany.
Produkcję nowej wersji, oznaczonej B Mk 1, rozpoczęto w 1947 roku. Do jej zakończenia dwa lata później zbudowano 104 samoloty wersji bombowej oraz 16 Brigandów Met Mk 3, będących nieuzbrojonymi maszynami rozpoznania meteorologicznego. Część bombowców przebudowano na wersję treningową T Mk 4 przeznaczoną do szkolenia operatorów radaru. W okresie od lutego do października 1951 roku zbudowano jeszcze od podstaw dziewięć egzemplarzy tej wersji. Ostatnim wariantem rozwojowym był, również treningowy, T Mk 5 z zamontowanym ulepszonym radarem. Maszyny tej wersji powstały jednak wyłącznie z przebudowy wcześniejszych B Mk 1 i T Mk 4.

## Użycie operacyjne
Jednostki treningowe RAF otrzymały pierwsze Brigandy w sierpniu 1948 roku. Od lutego 1949 roku rozpoczęto wyposażanie w te samoloty dywizjonów liniowych RAF. Były to: 84 dywizjon, stacjonujący w Al Habbaniyah w Iraku, 45 dywizjon w Kuala Lumpur na Malajach i 8 dywizjon w Adenie. Brigandy dywizjonów 45 i (również przebazowanego na Malaje) 84 brały udział w zwalczaniu tam komunistycznej partyzantki. Liczne wypadki, spowodowane głównie usterkami instalacji hydraulicznej oraz wadliwą konstrukcją płatowca spowodowały szybkie wycofanie samolotu ze służby liniowej. Ostatnie loty bojowe na Brigandzie wykonano na początku 1953 roku.
Samoloty rozpoznania meteorologicznego pełniły swą służbę na Cejlonie, w składzie 1301 eskadry RAF, w okresie od 1949 do 1951 roku. Najdłużej pozostawały w użyciu maszyny treningowe: oficjalne wycofanie ich z użycia nastąpiło 17 marca 1958 roku.
Pod koniec 1948 roku dwa egzemplarze Briganda B Mk 1 otrzymało do prób lotnictwo Pakistanu. Jednak po rozbiciu jednego z nich nie zdecydowano się na zakup większej ich ilości.

## Opis konstrukcji
Trzyosobowy, dwusilnikowy samolot bombowy przystosowany do ataków szturmowych, średniopłat o konstrukcji metalowej z chowanym klasycznym podwoziem z kółkiem ogonowym. Napęd stanowiły dwa silniki gwiazdowe Bristol Centaurus 57 w układzie podwójnej gwiazdy z czterołopatowymi śmigłami. Samolot uzbrojony był w 4 działka Hispano-Suiza kal. 20 mm w nosie kadłuba, do 907 kg bomb na wyrzutnikach pod kadłubem i centropłatem oraz do 16 rakiet na prowadnicach pod zewnętrznymi częściami skrzydeł.